# Геррон, Хоффре
Хо́ффре Дави́д Герро́н Ме́ндес (исп. Joffre David Guerrón Méndez; родился 28 апреля 1985, Амбуки, Эквадор) — эквадорский футболист, вингер эквадорского клуба «Барселона». Выступал в сборной Эквадора.

## Биография
В розыгрыше Кубка Либертадорес 2008 забил 3 мяча, в том числе в ворота «Флуминенсе» в первом финальном матче, состоявшемся в Кито. Его клуб ЛДУ Кито впервые в истории Эквадора завоевал престижнейший международный трофей. Он был одним из самых талантливых молодых футболистов Южной Америки.
В 2008 году сильнейшие клубы мира стали активно интересоваться футболистом — интерес проявляли «Порту», «Бока Хуниорс», мексиканская «Америка», итальянский «Удинезе». 6 июня 2008 года было объявлено, что Геррон подписал 4-летний контракт с клубом испанской Примеры «Хетафе». Сумма трансфера составила 4 миллиона евро.
Геррон выступал за молодёжную сборную Эквадора. В 2007 году впервые получил приглашение в национальную сборную своей страны, и принял участие в трёх играх квалификационного турнира к чемпионату мира 2010 года.
В 2009 году был отдан в аренду в бразильский «Крузейро».

## Титулы
«ЛДУ Кито»
- Чемпион Эквадора (1): 2007
- Обладатель Кубка Либертадорес (1): 2008

«УАНЛ Тигрес»
- Чемпион Мексики (1): Апертура 2015